# Syzygium platypodum
Syzygium platypodum är en myrtenväxtart som beskrevs av Friedrich Ludwig Diels. Syzygium platypodum ingår i släktet Syzygium och familjen myrtenväxter. Inga underarter finns listade i Catalogue of Life.